# دوتي (رواية)
دوتي (بالإنجليزية: Dottie) هي ثالث رواية لعبد الرزاق قرنح نشرها جوناثان كيب عام 1990. 
على عكس معظم أبطال قرنح، فإن دوتي بادورا فاطمة بلفور، التي ولدت في ليدز بإنجلترا،  ليست من زنجبار.  تكبر دوتي فقيرةً، في عائلة ذات أصول مختلطة غامضة. تصف الرواية نضالها في العمل كأم لأخيها وأختها بعد وفاة والدتها.
تشير دوتي إلى أعمال تشارلز ديكنز، ولا سيما ديفيد كوبرفيلد وآمال عظيمة.

## المؤلف
عبد الرزاق قرنح هو كاتب تنزاني من أصول زنجبارية وُلد عام 1948 ويكتب باللغة الإنجليزية. نال جائزة نوبل في الأدب عام 2021 تقديرًا لطريقته التي "اخترقت آثار الاستعمار ومصير اللاجئ في الفجوة بين الثقافات والقارات". تتميز أعماله بالغوص في مواضيع الهجرة والهوية والانتماء من خلال شخصيات غالبًا ما تكون عالقة بين عوالم متناقضة. كتب عدة روايات منها "الجنة" و"ذاكرة المغادرة" و"الاستسلام"، وقد أضفى على الأدب ما بعد الكولونيالي عمقًا إنسانيًا وتحليليًا نادرًا.

## ملخص الرواية
تتناول الرواية رحلة دوتي منذ طفولتها التي اتسمت بالفقر والصمت الثقافي مرورًا بمرحلة المراهقة ومحاولاتها التمرد على واقعها إلى أن تصل إلى مرحلة الشباب حيث تبدأ بمحاولة اكتشاف تاريخ عائلتها وهويتها المفقودة. تتصارع دوتي مع موروثها الثقافي كما تواجه العنصرية والرفض الاجتماعي وتسعى في الوقت نفسه لبناء حياة مستقلة.
الرواية تُروى من منظور دوتي لكن بصوت داخلي يغوص في تعقيدات النفس والمجتمع. تتنقل القصة بين الماضي والحاضر وتستعرض المشاهد العائلية والذكريات والواقع الاجتماعي في آنٍ واحد. من خلال هذه البنية السردية تكشف الرواية عن مدى التداخل بين الشخصي والسياسي.

## الحبكة والأسلوب
الحبكة تسير في خط غير خطي حيث تعتمد على تقنية الفلاش باك (استرجاع الذكريات) والذكريات المتقطعة. عبد الرزاق قرنح لا يقدم قصة تقليدية ذات بداية ونهاية واضحة بل يبني حبكة تستند إلى اكتشاف الذات التدريجي.
أسلوب قرنح في هذه الرواية يتسم بالهدوء والتأمل وهو مزيج بين السرد الواقعي والتحليل النفسي. يستخدم لغة شاعرية أحيانًا وأسلوبًا مباشرًا في أحيان أخرى تبعًا لتطور حالة دوتي النفسية. كما تتميز اللغة بنبرة حزينة تتناسب مع معاناة البطلة الداخلية وصراعها مع المجتمع المحيط.

## الشخصيات الرئيسية
- دوتي : البطلة الرئيسية. فتاة بريطانية من أصول مهاجرة تعاني من فقدان الشعور بالانتماء وتبحث عن هويتها الثقافية والشخصية.
- الأسرة : تتضمن شخصيات هامشية لكنها حاسمة في تكوين شخصية دوتي مثل الأم الصامتة والأب الغائب.
- المدرسة والمجتمع : يمثلان السلطة الثقافية والسياسية التي تشكل ضغطًا مستمرًا على البطلة.[7]

## المغزى
الرواية تتناول موضوعات مثل الهوية والتعدد الثقافي والاستعمار والاندماج الاجتماعي. المغزى العميق فيها هو أن الهوية ليست ثابتة بل هي عملية مستمرة من التشكّل تتأثر بالتاريخ الشخصي والجماعي.
كما تنتقد الرواية الصمت المجتمعي تجاه المهاجرين والتمييز الذي يُمارَس ضدهم بطريقة ممنهجة وغير مرئية في أحيان كثيرة. الرواية تطرح سؤالًا مفتوحًا حول إمكانية التعايش الحقيقي في مجتمع متعدد الهويات.

## النقد الأدبي
لاقى العمل استحسانًا من النقاد بوصفه أحد أبرز أعمال عبد الرزاق قرنح التي تناولت مسألة الهجرة والثقافة بشكل إنساني عميق. أثنى النقاد على بناء الشخصية المعقدة وعلى قدرة الكاتب في تجسيد الصراع الداخلي للمهاجر دون الوقوع في خطاب الضحية.
ومع ذلك أشار بعض القرّاء إلى أن بطء السرد قد يُشعر البعض بالملل لكن هذا البطء كان مقصودًا ليعكس الإحساس بالغربة والتيه.

## الأسلوب
أسلوب قرنح يتسم بالدقة الوجدانية والاهتمام بتفاصيل الحياة اليومية والقدرة على بناء صوت داخلي متماسك للشخصيات. يدمج بين البساطة اللغوية والعمق الفكري ويُظهر قدرة على كشف تناقضات النفس البشرية والمجتمع في آنٍ واحد.